# 에덴성회
재단법인 한국기독교 에덴성회(韓國基督敎 -聖會), 약칭 에덴성회는 대한민국의 종교인 이영수가 1973년 서울특별시 동대문구에서 창시한 기독교계 신흥 종교이다. 현재는 경기도 가평군 청평면 상천리에 본부를 두고 있다.

## 창시자
에덴성회의 창시자 이영수(李英壽)는 1942년 7월 20일, 서울특별시 동대문구 신설동 이화여자대학교 부속 병원에서 황해도 금천 출신의 이문재와 김유정 부부 사이에 3남 4녀 중 차남으로 출생하였다. 한국 전쟁 때 일가족이 경상북도 김천시로 피난하여 그 곳에서 초등학교를 졸업하고 김천중학교에 진학하였으나, 졸업 1개월을 앞두고 학업을 중단, 상경하여 자유당 중앙당사, 대일목재소 사환, 동대문구 창신동(현재는 종로구에 편입) 소재 찬송가집 제작업체 '광해당' 등에서 일하였다.
1962년 5월 박태선이 이끄는 한국예수교전도관부흥협회(현 천부교)에 입교하여 6년간 전도자로 활동하다가 1968년 4월 전도관을 나와 1969년부터 가수, 배우, 연예잡지 기자 등으로 활약하던 그는 1973년 9월 서대문구 홍제동의 전도관에 전도자로 복직하였으나 1주일만에 제명당하였고, 이 때 전도관에서 이탈한 성도들을 규합하여 1973년 11월 17일 교단을 설립하였다. 초기에는 한국기독교 전도회관 부흥협회라는 명칭을 사용하였으나, 1974년 2월 15일 한국기독교 에덴성회로 개칭하였으며, 1996년 3월 5일 재단법인 한국기독교 에덴성회 선교재단을 대한민국 정부에 등록했다.
1979년에는 간음, 뇌물공여, 향군법 위반 등의 혐의로 구속되어 이듬해 징역 1년을 선고받기도 하였으며, 1987년에는 경기도 가평군에 '알곡성전'을 준공하여 서울특별시 동대문구에 있던 본부를 이곳으로 옮겼다.

## 교단 연혁
- 1973년 11월 17일 : 서울특별시 동대문구 전농동(청량리 성바오로병원 옆)에서 한국기독교 전도회관 부흥협회 창립
- 1974년 2월 15일 : 한국기독교 에덴성회로 개칭
- 1976년 9월 14일 : 서울특별시 동대문구 용두동의 옛 서울대학교 사범대학 부지를 불하받음
- 1977년 4월 24일 : 용두동 본당 준공
- 1980년 7월 : 한국기독교 에덴성회 전국교회연합회로 개칭
- 1987년 11월 6일 : 알곡성전(경기도 가평군 청평면 소재) 준공
- 1996년 3월 5일 : 재단법인 등록(한국기독교 에덴성회 선교재단)
- 1996년 12월 31일 : 청평 스포츠센터 준공
- 2001년 9월 6일 : 청평 에덴유스호스텔 준공

## 천부교와의 관계
천부교의 전신인 박태선의 전도관에서 분리된 교단이기에, 교리 면에서 천부교와 많은 공통점을 가지고 있으며, 에덴성회 역시 천부교의 창시자 박태선을 '제1감람나무'라 칭하며 '예수님께서 약속하신 생수(요한복음 7장 37-38절)를 받아 감람나무 역사를 시작한 존재'로 평가하고 있다. 그러나 "박태선이 소위 '제2감람나무'를 자처하는 내부 세력에 대응하여 1957년 '호조건 악조건'을 언급하면서 성경을 왜곡하였고, 이후 하나님과의 관계가 단절되면서 전도관을 천부교로 개칭하고 하나님을 대적함으로써 하나님과의 언약이 파기되었으며, 그리하여 이영수가 1972년 '제2감람나무'로 부름을 받고 1973년 에덴성회를 창립, 제2감람나무의 역사가 시작되었다"고 주장하고 있다.
박태선을 '감람나무'로 칭하는 점에서 천부교와 공통점이 있으나 예수를 보통의 인간으로 규정하는 천부교와 달리 에덴성회는 예수를 '하나님의 아들'로 규정하며, '감람나무의 사명을 맡기는 분'으로서의 위치에 두고 있다. 천부교가 기독교와는 별개의 종교임을 표방하고 있는 반면, 에덴성회는 기독교의 한 교파임을 명시하고 있으며, 교단의 명칭에도 '기독교'를 사용하고 있다.

## 교리
'감람나무 체계'라는 명제하에 크게 3단계로 '하나님의 역사'를 설명하고 있다.
- 하나님의 섭리 : 하나님은 마귀를 멸하기 위하여 인간을 창조하셨다고 하며, 인간이 에덴 동산에서 선악과를 먹지 말라는 하나님의 명을 지키지 않아 에덴 동산에서 쫓겨난 후에도 인간을 영생하는 존재로 회복하고자 하셨으나, 인간이 죄악된 육의 생활에 빠짐으로써 하나님은 인간의 수명을 줄이시고 노아의 홍수를 통해 세상을 멸하셨다고 주장한다.
- 이긴자 : 예수의 부활 후 사도 요한이 천국에서 본 '일곱 인으로 봉인된 책'을 통해 '두 감람나무'가 예정되어 있음을 알게 되고, 예수께서 감람나무로 쓰일 '이긴 자'를 찾으셔서 일곱 가지 언약을 주셨다고 주장한다.
- 감람나무 : 구약 성경의 즈가리야 서에 기록된 예언에 기초한 것으로, 모두 두 명의 감람나무가 성경에 예언되어 있다고 주장한다. 두 감람나무는 전도관을 창시한 박태선과 에덴성회를 창시한 이영수라는 것이다.

## 조직
경기도 가평군의 알곡성전을 중심으로, 32개의 지역 성회가 조직되어 있다. 각 지역 성회는 월 1~2회 정기적으로 알곡성전(일부 지역 성회는 서울성회)으로 집결하여 일요일 예배를 본다.

## 알곡성전
경기도 가평군 청평면 상천리 국도 제46호선(경춘로)변에 자리잡고 있으며, 본관인 알곡성전을 중심으로 1,2,3별관, 스포츠센터, 유스호스텔, 농산물센터, 축구장, 놀이동산, 골프연습장, 어린이집 등의 부대시설을 갖추고 있다.

## 개신교의 입장
대한예수교장로회 통합측은 2011년 6월 2일 개최된 제96회 총회에서 에덴성회를 이단으로 규정했다.

## 같이 보기
- 천부교
- 박태선 (종교인)
- 이영수 (종교인)

## 참고자료
- 한국기독교 에덴성회 홈페이지
- 자칭 이긴자라는 에덴성회 이영수 교주, 월간 《교회와 신앙》 1998년 6월호, 한국기독교이단상담소 협회 홈페이지에서 재인용.